# Ministerio de Educación (Argentina)
El Ministerio de Educación (ME) fue un organismo público dependiente del Poder Ejecutivo Nacional (PEN) de Argentina. Era el encargado de garantizar una educación integral, permanente y de calidad para todos los habitantes del país. Era quien fijaba la política educativa y controlaba su cumplimiento.
El Gobierno y la Administración del Sistema Educativo Nacional era una responsabilidad concurrente y concertada del poder ejecutivo a través del ME y de los Poderes Ejecutivos de las Provincias y del Gobierno de la Ciudad Autónoma de Buenos Aires. El Estado Nacional fijaba la política educativa y controlaba su cumplimiento con la finalidad de consolidar la unidad nacional, respetando las particularidades provinciales y locales y es el que garantiza el financiamiento del Sistema Educativo Nacional.
Posee una pinacoteca (creada en 1935) con obras de artistas argentinos y la Biblioteca Nacional de Maestros (BNM), que fue fundada por Domingo Faustino Sarmiento.

## Historia
A lo largo de la historia, la educación estuvo en cabeza de diferentes ministerios, Ministerio de Justicia e Instrucción Pública; de Educación, de Educación y Justicia; de Cultura y Educación; de Educación, Ciencia y Tecnología; de Educación y Deportes.
Cambios en la denominación de la cartera educativa nacional:
| Período: Denominación:                                            |
| 1854-1898: Ministerio de Justicia, Culto e Instrucción Pública    |
| 1898-1949: Ministerio de Justicia e Instrucción Pública           |
| 1949-1956: Ministerio de Educación                                |
| 1956-1966: Ministerio de Educación y Justicia                     |
| 1966-1969: Secretaría de Estado de Cultura y Educación            |
| 1969-1983: Ministerio de Cultura y Educación                      |
| 1983-1991: Ministerio de Educación y Justicia                     |
| 1991-1999: Ministerio de Cultura y Educación                      |
| 1999-2002: Ministerio de Educación                                |
| 2002-2007: Ministerio de Educación, Ciencia y Tecnología          |
| 2007-2015: Ministerio de Educación                                |
| 2015-2017: Ministerio de Educación y Deportes                     |
| 2017-2018: Ministerio de Educación                                |
| 2018-2019: Ministerio de Educación, Cultura, Ciencia y Tecnología |
| 2019-2023: Ministerio de Educación                                |

Durante el primer gobierno de Juan Domingo Perón, y por la Primera Disposición Transitoria de la Constitución aprobada el 11 de marzo de 1949, se estableció el Ministerio Secretaría de Estado en el Departamento de Educación. Su primer ministro fue Oscar Ivanissevich.
Durante el gobierno de facto de Pedro Eugenio Aramburu, el 8 de junio de 1956, el Ministerio de Educación fue fusionado con Justicia, formando el Ministerio de Educación y Justicia.
Con la reorganización ministerial realizada por el presidente de facto Juan Carlos Onganía el 23 de septiembre de 1966, el Ministerio de Educación y Justicia vigente desde 1956 desaparece. Se creó la Secretaría de Cultura y Educación, dependiente del Ministerio del Interior. El 22 de octubre de 1971, Alejandro Agustín Lanusse estableció el Ministerio de Cultura y Educación.
Durante la breve presidencia de Héctor Cámpora, en 1973, tuvo la denominación de Ministerio de Cultura y Educación. Su sucesor, Raúl Lastiri, deshizo el cambio, volviendo a Ministerio de Educación. En 1981, el presidente de facto Roberto Viola le restituyó el nombre de Ministerio de Cultura y Educación, mientras que su sucesor, el presidente de facto Leopoldo Galtieri lo nombró nuevamente Ministerio de Educación.
El 8 de diciembre de 1983, el gobierno de facto de Reynaldo Bignone, creó nuevamente un Ministerio de Educación y Justicia. En abril de 1991, Carlos Menem formó un Ministerio de Cultura y Educación. El 21 de enero de 2002, el presidente Eduardo Duhalde creó el Ministerio de Educación, Ciencia y Tecnología.
En 2007, la presidenta Cristina Fernández de Kirchner dividió al ministerio en dos, creando el Ministerio de Educación y el Ministerio de Ciencia, Tecnología e Innovación Productiva.
El 10 de diciembre de 2015, al asumir la presidencia Mauricio Macri renombró al ministerio como «Ministerio de Educación y Deportes», añadiendo el área de deportes que previamente dependía del Ministerio de Desarrollo Social. Su titular fue Esteban Bullrich. El 17 de julio de 2017, tras la renuncia de Bullrich, se decidió trasladar la gestión del deporte a la Secretaría General de la Presidencia, volviendo al nombre de «Ministerio de Educación» y nombrando como ministro a Alejandro Finocchiaro. En septiembre de 2018, el entonces presidente anunció que los ministerios de Ciencia, Tecnología e Innovación Productiva y de Cultura pasarían a ser secretarías dentro del Ministerio de Educación, que se renombró como «Ministerio de Educación, Cultura, Ciencia y Tecnología». Los cambios se dieron en una modificación del gabinete nacional que redujo de 22 a 10 la cantidad de ministerios. La decisión se hizo efectiva el 5 de septiembre de 2018.
En 2019, el entonces presidente Alberto Fernández restableció el «Ministerio de Educación».
El 11 de diciembre de 2023, por disposición del  actual gobierno nacional el ministerio fue degradado a Secretaría y puesto bajo la órbita del Ministerio de Capital Humano.

## Organización
La cartera estaba organizada de la siguiente manera:
- Ministerio de Educación
  - Secretaría de Educación
  - Secretaría de Coordinación Educativa y Democratización Educativa
  - Secretaría de Evaluación e Información Educativa
  - Secretaría de Políticas Universitarias

## Competencias
De conformidad a la Ley 22 520, las competencias de la cartera son «asistir al Presidente de la Nación y al Jefe de Gabinete de Ministros en orden a sus competencias, en todo lo inherente a la Educación…»

## Organismos desconcentrados
Entre sus organismos descentralizados, el Ministerio de Educación, Cultura, Ciencia y Tecnología contaba con:
- Instituto Nacional de Educación Tecnológica (INET),[18]
- Instituto Nacional de Formación Docente (INFOD),[19] y,
- el sitio web Educar (educ.ar).[20]

## Organismos dependientes
Por ley n.º 13 548, sancionada el 11 de agosto de 1949 y promulgada el 24 del mismo mes y año (y publicada en el Boletín Oficial el 29), el Consejo Nacional de Educación pasó a depender del Ministerio de Educación.
Por decreto n.º 12 240 del 22 de julio de 1954 (publicado el 3 de agosto del mismo año), del presidente Juan D. Perón, el Observatorio Astronómico de Córdoba pasó a depender del Ministerio de Educación (a través de la Universidad Nacional de Córdoba).
El 4 de agosto de 1955 se le transfirió el Instituto Nacional del Hielo Continental Patagónico (que pertenecía al Ministerio de Asuntos Técnicos), por decreto n.º 12 301 (publicado el 11 del mismo mes y año), del presidente Juan D. Perón.
A través del decreto n.º 606/95 del 25 de abril de 1995, el presidente Carlos Menem creó el Instituto Nacional de Educación Tecnológica (INET), órgano dependiente del Ministerio de Cultura y Educación. El 27 de diciembre de 1996 se creó la Agencia Nacional de Promoción Científica y Tecnológica (decreto n.º 1660/96).
A su vez, el 24 de junio de 1996 se le transfirieron la Comisión Nacional de Energía Atómica (CNEA) y la Comisión Nacional de Actividades Espaciales (CONAE), por decreto n.º 660.
Por intermedio de la Ley de Educación Nacional de 2006, se dispuso la creación del Instituto Nacional de Formación Docente, en la órbita del entonces Ministerio de Educación, Ciencia y Tecnología. Asimismo se crearon el Consejo Nacional de Calidad de la Educación y el Consejo Federal de Educación.